# Falí
Falí (en llatí Phalinus, en grec antic Φαλι̂νος) fou un militar grec nadiu de l'illa de Zacint, que va estar al servei del sàtrapa persa Tisafernes, del que va tenir un marcat favor a causa dels seus notables coneixements militars.
Després de la batalla de Cunaxa l'any 401 aC va acompanyar als heralds perses enviats als grecs per Tisafernes i Artaxerxes per demanar la rendició i l'entrega de les armes. Va recomanar als grecs de fer-ho com a única manera de salvar les vides, petició que no van escoltar, segons diuen Xenofont i Plutarc. Plutarc l'anomena Falè (Phalenus).